# Adax
O adax (Addax nasomaculatus) é um mamífero artiodáctilo da família dos bovídeos, vive  espalhado pelas regiões desérticas no norte da África, do oceano Atlântico ao rio Nilo.
Provido de longos cornos anelados desenvolvendo-se em espiral. Próprio das regiões de deserto, possuindo cascos largos e arredondados, bem adaptados à marcha sobre a areia. A sua cor é amarelada, com cabeça e pescoço negros, sendo a cauda e as patas brancas.

## Classificação
É o único representante do género Addax da sub-família Hippotraginae.

## Distribuição
Hoje encontra-se em grande risco de extinção, restando poucos exemplares no Sudão, no Chade, no Mali, na Mauritânia e na Nigéria. Contudo, no dia 27 de junho de 2010, o zoológico de Brasília, no Brasil, divulgou que conseguiu montar um banco genético de genes de animais mamíferos, o maior da América Latina. Neste banco, têm-se o sêmen e embriões de mamíferos americanos, para futura perpetuação das espécies. O banco genético contém dados não só de animais mamíferos americanos, mas também de outras regiões do planeta, inclusive do adax. Dessa forma, o adax não será de todo extinto. No Brasil, o Zoológico de São Paulo possui exemplares deste antílope em exposição no recinto dedicado à planície africana.

## Dieta
O adax se alimenta preferencialmente de gramíneas. Na falta dessas pode comer acácias e outras leguminosas.

## Hábitos
O adax é um animal gregário. Hoje em dia são encontrados em pequenos grupos vagando pelo deserto em busca de comida. Antigamente era possível que as manadas contivessem mais de mil animais. O bando é liderado por uma fêmea mais velha e contém tanto machos quanto fêmeas.
O adax tem hábitos noturnos e crepusculares. Durante o dia ele se protege do calor repousando em covas rasas que escava na areia do deserto.